# Noulens
Noulens település Franciaországban, Gers megyében. Lakosainak száma 102 fő (2022. január 1.). Noulens Bascous, Dému, Eauze és Ramouzens községekkel határos.

## Népesség
A település népességének változása:
| Lakosok száma | 142  | 112  | 114  | 100  | 102  | 105  | 104  | 101  | 101  | 102  |
|               | 1968 | 1982 | 1990 | 2006 | 2013 | 2015 | 2017 | 2019 | 2020 | 2022 |